# Општина Индепенденца (Констанца)
Индепенденца (рум. Independenţa) општина је у Румунији у округу Констанца.
Oпштина се налази на надморској висини од 125 m.